# Xenia
Xenia是一个在Windows上运行的自由开源的Xbox 360模拟器。本软件可以让Xbox 360的游戏在PC上运行。截至2017年2月，约50个Xbox 360游戏可以通过Xenia以全速运行。

## 开发
2014年3月，Xenia模拟器的作者Ben Vanik发表了该模拟器运行《Frogger 2》（2008年的Xbox Live Arcade游戏）的概念验证视频。此游戏被认为是Xenia首个可运行的商业游戏。模拟器早期的发展较为缓慢，此视频展示了Xenia长达四年开发的成果。视频显示游戏以低帧率模拟， 作者将其归结于调试解释器运行的缓慢。随着模拟器的不断完善，速度应能达到流畅运行的水平。
仅一年之后，2015年3月释放的视频展示了全速运行的《A-Train HX》，并能渲染3D图形，这表明Xenia进展速度已经加快。除了提升执行速度，Ben Vanik计划今后能模拟更多其他的游戏。作者声称，Xenia项目的目的是传播和共享现代设备与操作系统模拟的研究信息，而不是进行非法活动。